# Abatia stellata
Abatia stellata är en videväxtart som beskrevs av Miguel Lillo. Abatia stellata ingår i släktet Abatia och familjen videväxter. Inga underarter finns listade i Catalogue of Life.